# ساندرين فرانسوا
ساندرين فرانسوا (بالفرنسية: Sandrine François)‏ هي مغنية فرنسية، ولدت في ديسمبر 1980 في باريس في فرنسا.

## وصلات خارجية
- ساندرين فرانسوا على موقع ميوزك برينز (الإنجليزية)
- ساندرين فرانسوا على موقع ديسكوغز (الإنجليزية)